# Style rustique du National Park Service
 (janvier 2020).
Si vous disposez d'ouvrages ou d'articles de référence ou si vous connaissez des sites web de qualité traitant du thème abordé ici, merci de compléter l'article en donnant les références utiles à sa vérifiabilité et en les liant à la section « Notes et références ».
Le National Park Service rustique — parfois appelé familièrement Parkitecture — est un style d'architecture développé au début et au milieu du XXe siècle par le National Park Service (NPS) américain, témoignant de ses efforts pour créer des bâtiments en harmonie avec l'environnement naturel. Depuis sa fondation en 1916, le NPS a cherché à concevoir et à construire des installations pour les visiteurs, qui n’interfèrent pas visuellement avec l'environnement naturel ou historique. Les premiers résultats ont été caractérisés par un recours intensif au travail manuel, et par un rejet de la régularité et de la symétrie du monde industriel, reflétant des liens avec le mouvement Arts & Crafts et l'architecture américaine pittoresque. Les architectes, les paysagistes et les ingénieurs ont associé le bois et la pierre indigènes à des styles convaincants, pour créer des structures semblant s'intégrer naturellement dans des paysages majestueux. On trouve des exemples de ce style dans de nombreux types de structures de parcs nationaux, notamment des entrées, des hôtels et des chalets (lodges), des routes et des ponts, des centres d’accueil, des abris pour les sentiers, des kiosques d’information et même des installations d’entretien et de maintenance. Beaucoup de ces bâtiments sont inscrits au Registre national des lieux historiques. 

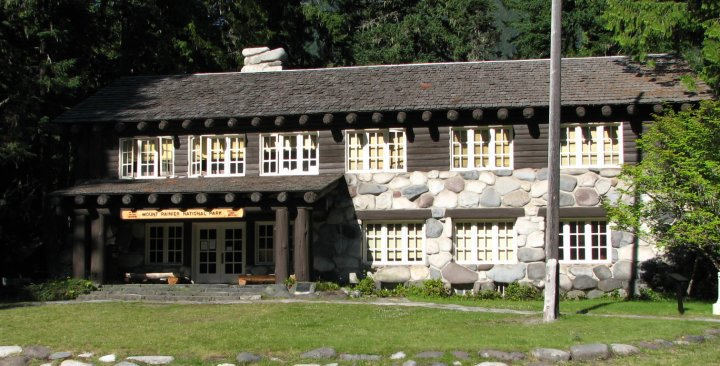
Bâtiment administratif du mont Rainier, Longmire.

## Développement 1872-1916
Les premiers parcs nationaux étaient une réponse au romantisme qui a restructuré le concept américain de nature sauvage au XIXe siècle. Comme en témoignent les talents artistiques de Jean-Jacques Audubon, de James Fenimore Cooper, de Thomas Cole, de George Catlin, de William Cullen Bryant et d’autres, l'idée de nature sauvage (wilderness) s'est développée au cours du XIXe siècle, passant d'une entité à craindre et conquise, en une ressource à préserver et à chérir. Les premières philosophies de préservation de la nature sauvage – exprimées par la peinture, la poésie, des essais et, plus tard, par la photographie – ont contribué à jeter les bases de l'acceptation des premiers parcs nationaux. Initiée par Yosemite en 1864, et continuée par Yellowstone en 1872, les terres publiques ont été constituées en parcs. L'administration précoce de ces réserves s'est faite au hasard. Yosemite est tombé dans le piège d'un conseil d'administration politisé, tandis que Yellowstone s'est vu attribuer un surintendant impayé sans aucune appropriation.
En 1883, à la suite d'importants scandales de braconnage et de scandale politique, l'armée est autorisée à protéger Yellowstone, bien que le secrétaire de l'Intérieur ne l'y ait invité qu'à partir de 1886.  'armée est restée à Yellowstone à titre administratif jusqu'en 1916.  Après 1890, l'armée est également appelée à protéger Sequoia, l'arbre baptisé General Grant et Yosemite.  Dans chacun des parcs de l'armée, le département de la guerre a été contraint de construire des installations de base pour son propre usage. Fort Yellowstone, Wyoming, était le plus important de ces complexes. Les bâtiments de l'armée y ont été construits conformément aux spécifications standard de l'armée. L’armée n’avait aucun intérêt direct dans le paysage et cela se reflétait dans son architecture.
Dans les premiers parcs où le département de l'Intérieur conservait des responsabilités administratives (compris Crater Lake, Mont Rainier et Glacier), les bâtiments gouvernementaux étaient généralement limités à l'expression primitive et vernaculaire de ses besoins en installations. Des baraques, des cabanes en rondins bruts ou des structures de tentes suffisaient généralement. Ces premières installations gouvernementales pouvaient être simples car la responsabilité d’hébergement et de transport des visiteurs du parc a été déléguée aux concessionnaires du parc. 

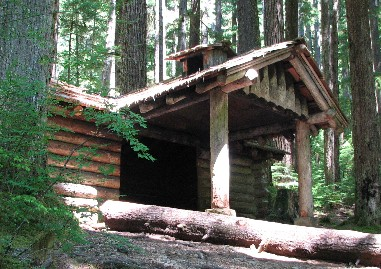
Abri de sentier aux chutes de Sol Duc, Parc national Olympique.

Les premiers concessionnaires du parc ont reçu peu de supervision.  Leurs structures étaient des efforts frontaliers de fortune typiques.  Ce n'est qu'après l'achèvement des chemins de fer transcontinentaux du Nord dans les années 1890 que des installations de concessionnaires plus avancées sont apparues, à Yellowstone par exemple. Parmi les premiers, le Lake Hotel, construit par la Northern Pacific Railway en 1890. Le classicisme formel de cette structure, avec ses colonnes ioniques, ses trois portiques en saillie et sa façade symétrique, a clairement montré que le bâtiment ne devait rien à son environnement.
Les chemins de fer ont apporté les premiers grands développements aux parcs. Parallèlement, dans le cadre de ce processus, ils ont également présenté leur expertise en architecture et en ingénierie. Les chemins de fer ont recherché des styles architecturaux adaptés aux paramètres des parcs à un moment où l'architecture de paysage commençait à exercer une influence majeure sur la conception et la théorie architecturales. En 1842, l'architecte paysagiste Andrew Jackson Downing avait exposé ses idées sur le paysage "pittoresque" et sur l'importance de la nature dans la conception architecturale, dans son livre largement diffusé Cottage Residences; Plusieurs décennies plus tard, Frederick Law Olmsted, père, ami et élève de Downing, collaborant avec des architectes tels que Henry Hobson Richardson, a renforcé les liens entre l'architecture et l'architecture de paysage. Les formes des bâtiments réagissant à leurs sites, l'aménagement paysager devenant une partie intégrante de la conception. Alors que les bâtiments étaient généralement construits avec des matériaux naturels tels que la pierre, le bois et les bardeaux, peu étaient intentionnellement « rustiques ». Les premiers exemples « rustiques » étaient généralement des « folies » - des kiosques et des petits pavillons. De plus grands bâtiments intentionnellement de style rustique sont apparus dans les montagnes Adirondack dans les années 1870, créant le style connu sous le nom d'« Architecture Adirondack ». Cette influence a commencé à apparaître dans l'architecture du parc après 1900.

## Politique
Au fur et à mesure que le service des parcs s'est organisé dans les années 1920, il a mis en place une politique de conception architecturale rustique.  Promulgué principalement par l'architecte paysagiste Thomas Chalmers Vint, avec le soutien de l'architecte Herbert Maier, le design rustique est devenu une pratique courante dans le service des parcs.  Au cours des années 1930, le Service des parcs gérait les projets du Civilian Conservation Corps dans les parcs d'État et profitait de l'occasion pour promouvoir le design rustique à grande échelle. Cependant, après la Seconde Guerre mondiale, il est devenu évident que les installations ne pourraient pas être construites en quantité suffisante, pour faire face à une augmentation considérable du nombre de visiteurs dans les parcs (se déplaçant désormais en automobile). Dans le programme Mission 66, Vint et Maier abandonnent consciemment le style rustique au profit d’un style moderne plus svelte et plus expéditif.

## Yosemite

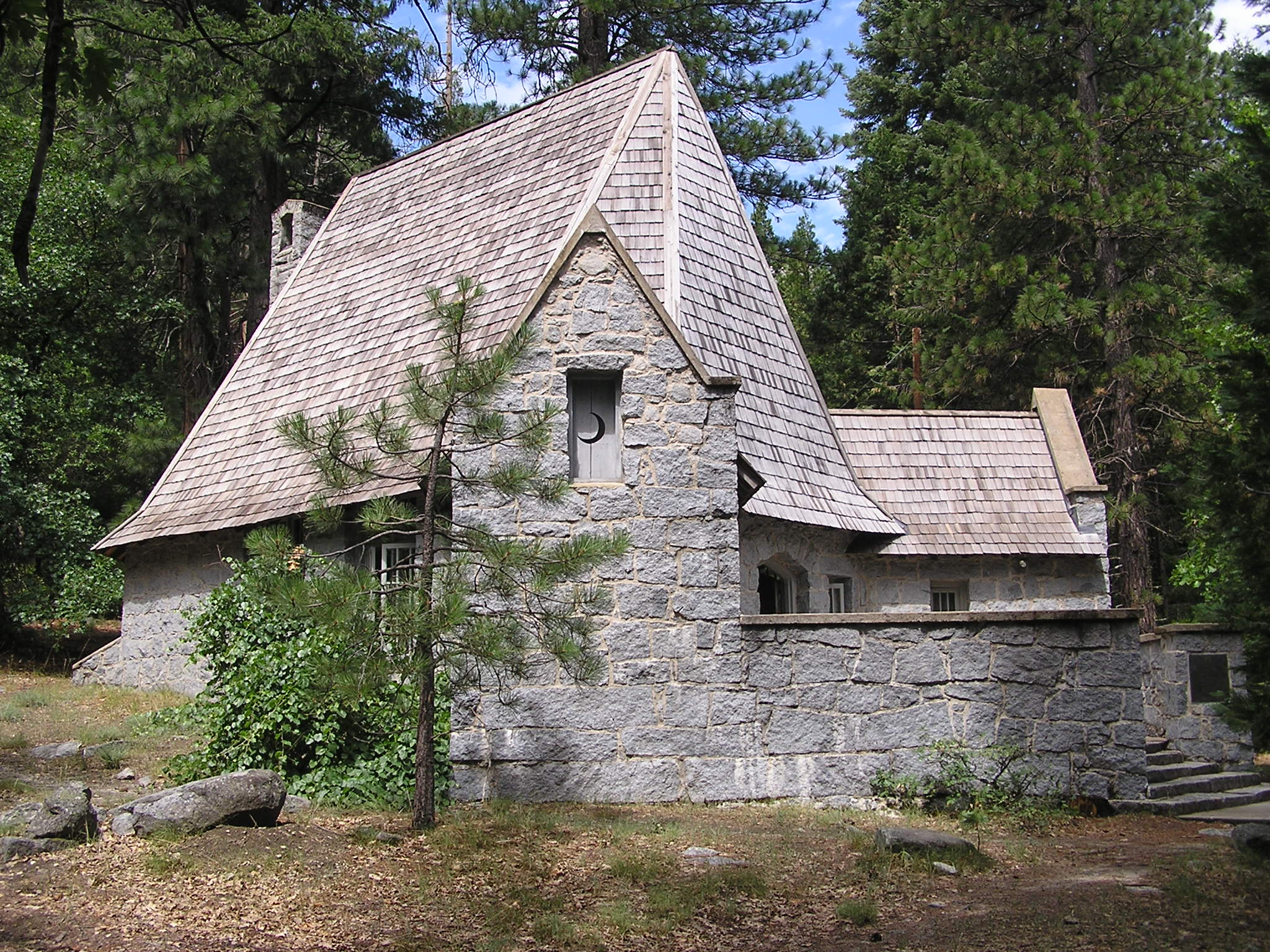
Extérieur de la loge commémorative de LeConte

En 1903, le Sierra Club érige le LeConte Memorial Lodge à Yosemite Valley.  Conçu pour servir de quartier général estival au Club, il contenait une bibliothèque et un centre d’information.  Le granite indigène patiné dominait l'édifice symétrique néo-Tudor , qui portait l'empreinte forte de son architecte, John White, dans un profil de toit exagéré qui représentait plus de la moitié de la hauteur de la structure, un grand foyer en granit et des poutres de toit apparentes aux finitions rugueuses.

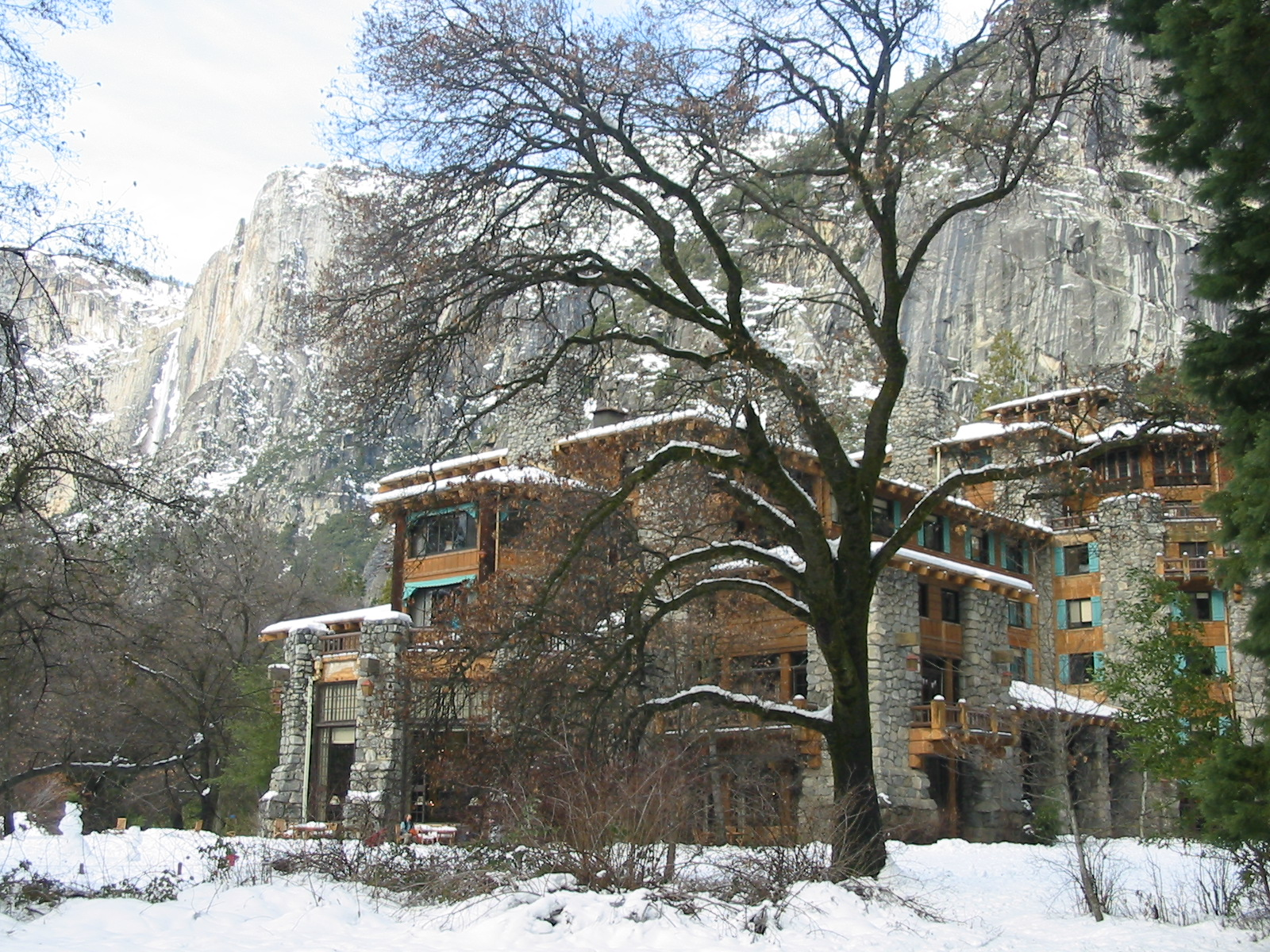
L'hôtel Ahwahnee en décembre

Le Yosemite Valley Railroad avait construit un dépôt en 1910 à El Portal, près de la frontière du parc, et un dépôt d'étape dans la vallée de Yosemite.  Bien que les opérations de la compagnie de chemin de fer aient été beaucoup moins importantes que celles du Grand Canyon ou de Yellowstone, ses bâtiments étaient l'expression significative de l'architecture locale du parc.  Les deux structures ont été construites dans le stick style rustique rappelant l'architecture des campements Adirondack du XIX.  Les bâtiments à ossature bois étaient recouverts de panneaux de branches décoratives.  Les supports en diagonale du dépôt étaient de petites bûches complétées par des nœuds saillants.  Le Yosemite Valley Stage Depot, qui servait également de bureau du télégraphe, avait un toit en pignon abrupt, qui représentait plus de la moitié de la hauteur du bâtiment, et des vitres en forme de losange.  Les deux structures étaient représentatives d'un mouvement local d'architecture "rustique" qui s'était développé à Yosemite après 1900.  Plusieurs bâtiments du Camp Curry voisin ont partagé ce style. 

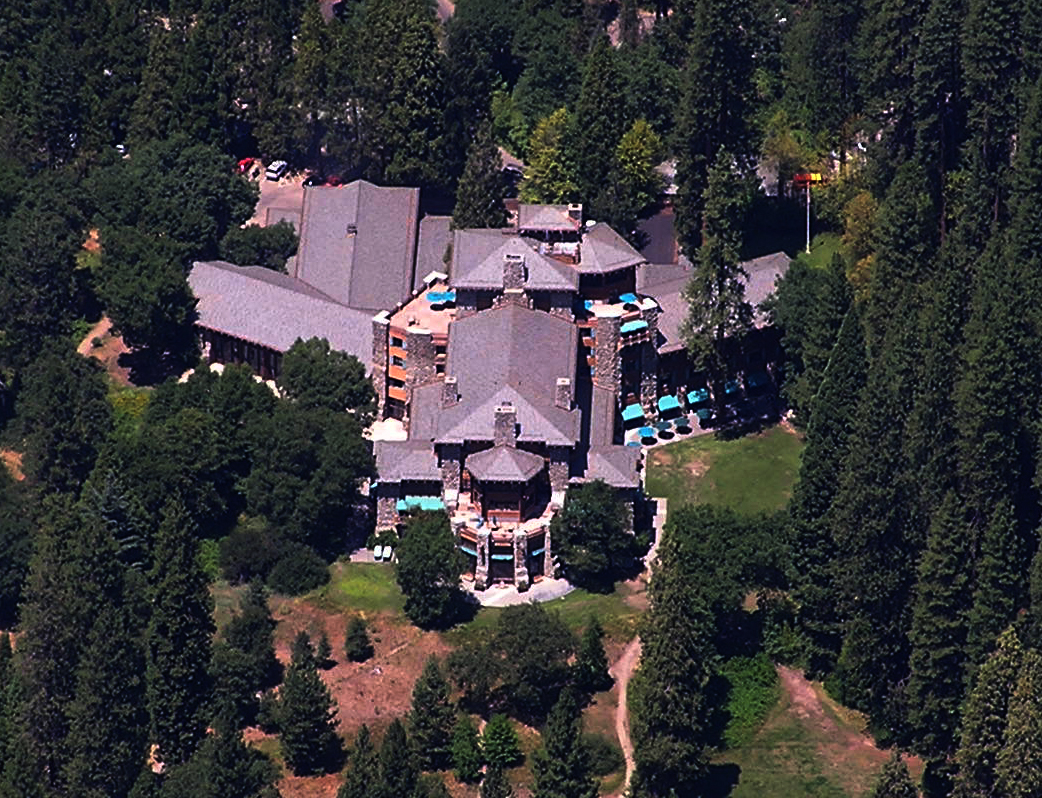
Ahwahnee Hotel

Glacier Point a reçu un nouvel hôtel en 1917.  Construit par la société Desmond Park, ce bâtiment de 2 et 3 étages recouvert de bardeaux mise sur un design type chalets suisses.  Les toits à forte pente, les nombreux pignons et les balcons complexes ont ajouté des détails à cette structure alpine.  Bien que situé de telle sorte qu'il offre une vue magnifique sur le haut pays de Yosemite, l'hôtel a été suffisamment éloigné de Glacier Point proprement dit pour en réduire l'impact visuel.
Le Parsons Memorial Lodge a été construit par le Sierra Club en 1915 à Tuolumne Meadows.  Parsons Lodge était un vaste bâtiment de profil bas, dont les murs semblaient être constitués en pierre sèche de granit.  En fait, l'architecte avait expérimenté une nouvelle technique de construction pour que les murs de pierre cabossées soient des noyaux en béton.  Cette philosophie consistant à utiliser de nouvelles méthodes de construction pour imiter visuellement les techniques de construction des pionniers a mûri dans les années 1920 dans des structures telles que l'hôtel Ahwahnee de Yosemite.  Un architecte contemporain a déclaré: "Le bâtiment semble naturellement sortir du sol et y appartenir tout autant que les arbres et les rochers voisins."

## Yellowstone

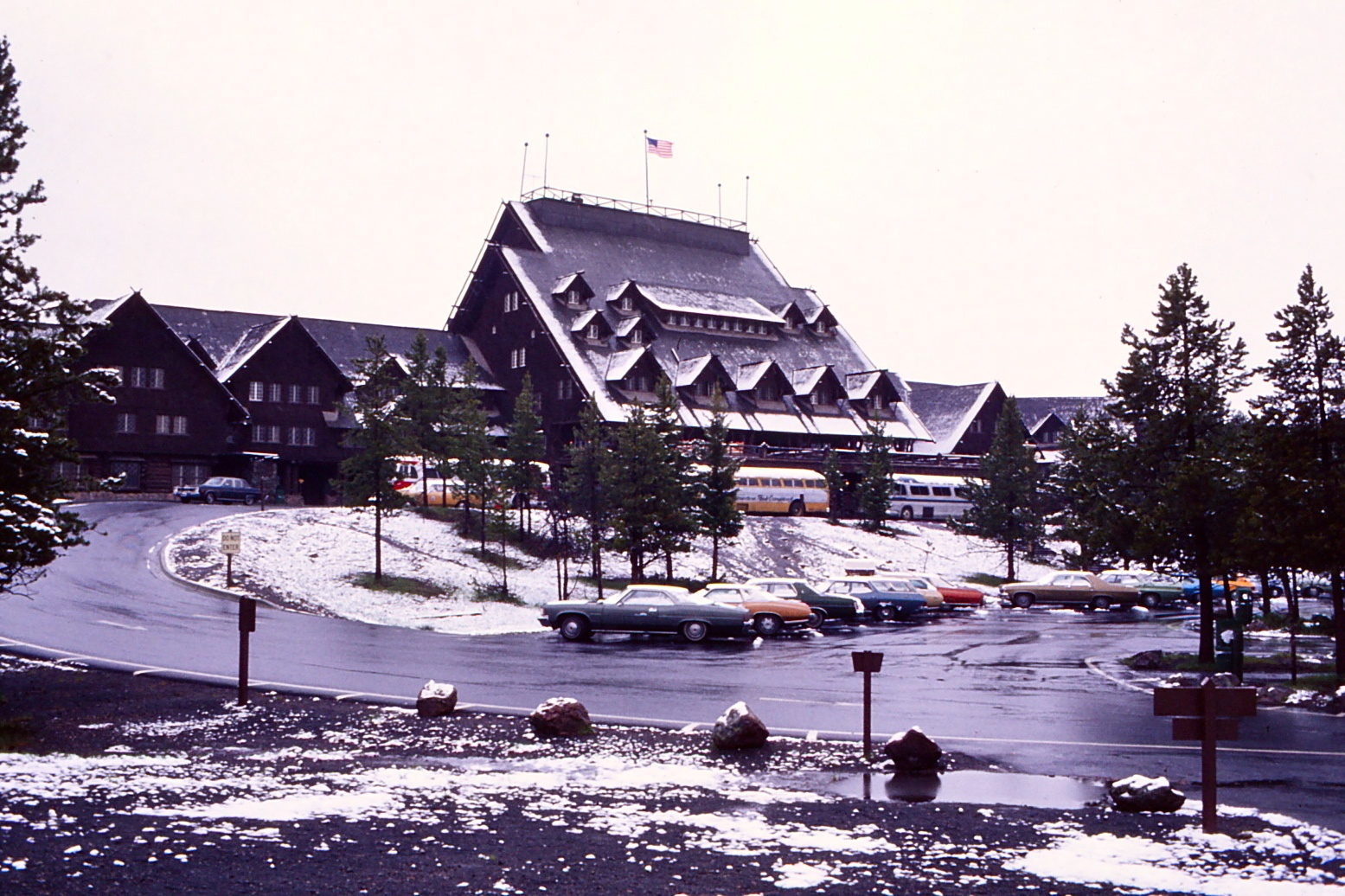
Old Faithful Lodge (1975)

Au parc national de Yellowstone, en 1903, la Northern Pacific Railway construisit l’Old Faithful Inn.  Ce complexe de six étages s'inscrivait dans la tradition des Chalets Suisse et Villa Norvégiennes, mais était exécuté de manière très occidentale.  L'extérieur de la structure en rondins était recouvert de bardeaux et le bâtiment était fortement articulé sur des piliers et des angles en bois.  Deux étages de lucarnes en saillie dépassaient de l'énorme pignon principal, qui était l'élément architectural dominant.  La combinaison du travail en rondins, des bardeaux et de la forme a abouti à une structure magistrale.  L'auberge a été conçue par Robert Reamer, qui aurait "ébauché les plans en sortant d'une immense immersion dans le malt, et certaines autorités affirment pouvoir lire ce fait dans ses contours uniques"
Herbert Maier a conçu une série de quatre «trailside museums» pour Yellowstone à la fin des années 1920 à Madison, Norris Geyser Basin, Fishing Bridge et Old Faithful.  Maier a conçu de nombreuses structures de parcs dans les parcs nationaux de l'ouest au cours de son mandat d'architecte actif du Park Service, avant de devenir un administrateur influent du bureau régional du Park Service. 

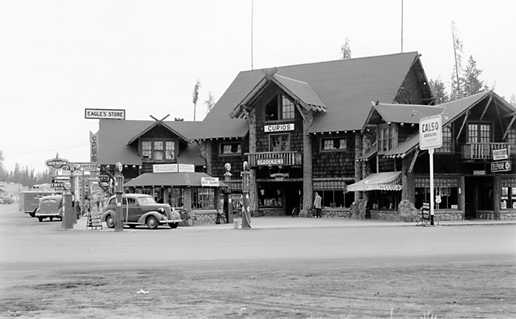
Eagle's Store, le 24 août 1939.

En 1927, Fred F. Willson, architecte de Bozeman , conçut une nouvelle structure de trois étages pour l'Eagle's Store, sur le site du magasin original construit à West Yellowstone en 1908.  Willson a fait don de son expertise afin de promouvoir le National Park Service rustic style.  La conception était similaire à celle de Old Faithful Inn.  Willson a mis des bûches de sapin de 18 pieds ( Unité «  » inconnue du modèle {{Conversion}}.)   à 36 pieds ( Unité «  » inconnue du modèle {{Conversion}}.) de   long dans une base de rhyolite et de béton.  Les contreforts étaient en basalte

## Mont Rainier

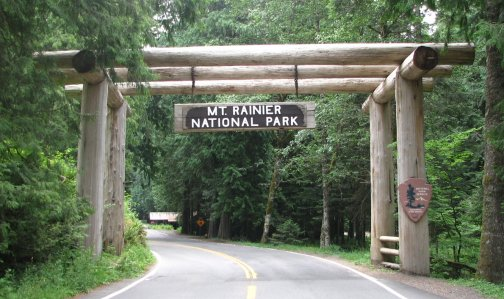
Porte Nisqually du mont Rainier

Le Parc national du mont Rainier est le cinquième plus ancien parc national, et il a été le premier conçu selon un plan directeur.  En partie à cause du règlement tardif de la région et du plan directeur du National Park Service, le parc national abrite de superbes exemples du National Park rustic style.  Les bâtiments de quatre quartiers historiques - Nisqually, Longmire, Paradise et Sunrise - ainsi que les cabanes de patrouille et les ponts font du parc une vitrine du style rustique.
À l'entrée de Nisqually, des portes d'entrée massives marquent l'entrée du parc. Celles-ci résultent d'une demande du secrétaire de l'Intérieur Bollinger, qui l'avait sollicitée dans le cadre d'une visite du parc en 1910.  La pergola a été terminée à temps pour la visite du Mt Rainier par le président William Howard Taft à l'automne 1911. Plus à l'intérieur, le quartier historique de Longmire abrite plusieurs bâtiments de style pré-Park et de style rustique précoce.  Le National Park Inn à Longmire a été conçu comme un bâtiment sans prétention dans un endroit magnifique au début du Wonderland Trail. La bibliothèque, le musée et le centre d'accueil des visiteurs, ainsi que le bâtiment de la communauté sont tous des exemples remarquables d'architecture rustique datant du début du XXe siècle. Le bâtiment administratif, en tant que bâtiment NPS mature, a été construit en 1928 et constitue un exemple de jumelage réussi entre le style Prairies et le style rustique.
Le quartier le plus connu du National Park est le Paradise Historical District.  Développé par la Rainier National Park Company de 1916 à 1917, le Paradise Inn est l’hôtel de luxe du parc national. À l'instar de Old Faithful Inn, l'auberge de deux étage et demi a été conçue pour résister à la sévère Cascade Winters. L’hôtel a été construit à partir des restes d’un violent incendie de forêt qui a brûlé plusieurs miles carrés de cèdres. Des années d'exposition aux éléments ont altéré ces arbres en argent fin, qui ont été utilisés pour les éléments architecturaux et décoratifs de la lodge.  Les autres bâtiments de Paradise comprennent un poste de garde forestier, un bloc sanitaire, une maison des guides et un exemple moderne du style rustique, le nouveau centre d'accueil Henry M. Jackson.

## Grand Canyon
En Arizona, la Atchison, Topeka and Santa Fe Railway a achevé en 1901, un embranchement allant de la ligne principale Chicago-Los Angeles au bord sud du Grand Canyon, plusieurs années avant la proclamation du Parc national du Grand Canyon.  En partenariat avec la société Fred Harvey, le chemin de fer construisit un hôtel de luxe, El Tovar, au bordure sud, en 1904.  Le Santa Fe a retenu Charles Frederick Whittlesey de Topeka, au Kansas, pour concevoir le bâtiment, qui comptait plus de cent chambres.  Il a ouvert ses portes en janvier 1905.  Construit avec un éclectisme du tournant du siècle, El Tovar a incorporé, selon la littérature de Fred Harvey, les éléments extérieurs Chalet Suisse - Villa Norvégienne, avec une combinaison exotique de motifs intérieurs, notamment une salle à manger du XV et une de " salles d'art " contenant des peintures de Thomas Moran, des tapis Navajo et d'autres artefacts amérindiens.  L’hôtel était « teint dans une couleur brune riche ou altérée par les éléments, qui s’harmonisait parfaitement avec le gris-vert de son environnement unique. Ce qui est agréable à  voir " 

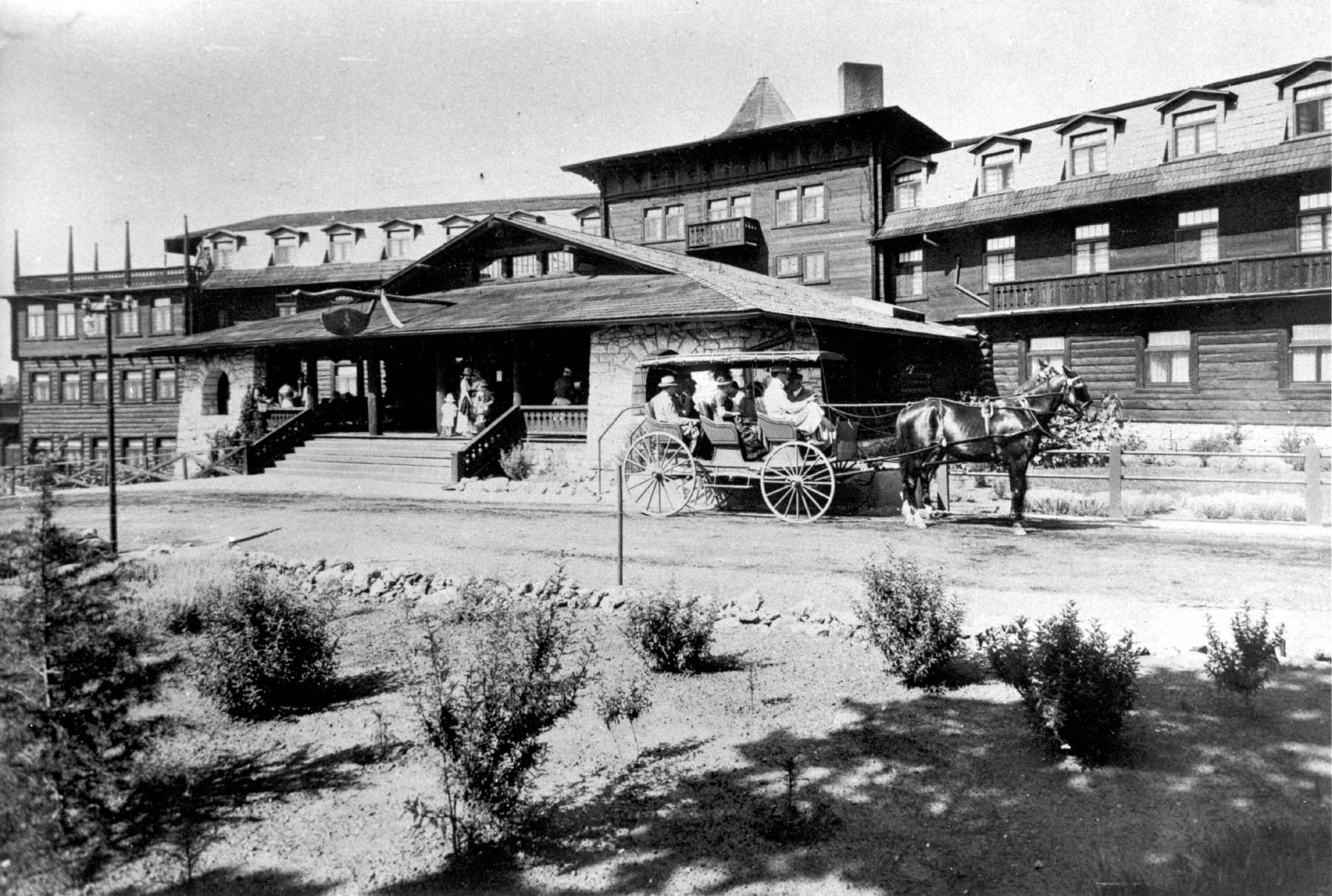
Vue ancienne de l'hôtel El Tovar

Hopi House, directement adjacente à El Tovar, a été construite par Fred Harvey et le Santa Fe en 1905.  Le bâtiment a été conçu pour servir de boutique de souvenirs où les Amérindiens pourraient vendre leurs marchandises.  De cette manière, il offrait un débouché pour les Hopis qui y habitaient ainsi que pour les Navajos qui construisaient des hogans traditionnels à proximité.  Hopi House a copié de près le pueblo Hopi d'Oraibi, en Arizona, et a été conçu par Mary Colter, architecte de la société Fred Harvey.  Le bâtiment a été construit dans le style traditionnel pueblo, un idiome bien adapté au cadre.  Les travaux de la maison Hopi ont eu un effet durable sur l’architecture du parc et sur l’architecture contemporaine du sud-ouest, bien que les adaptations ultérieures de pueblo soient généralement moins soucieuses de l’authenticité.  Le choix stylistique de Miss Colter et de la Fred Harvey Company était principalement commercial, conçu pour stimuler l’intérêt pour les produits amérindiens.  Jugé selon de tels critères, Hopi House a réussi; il a servi de beau centre de marketing.  Hopi House symbolisait le partenariat entre le commercialisme et le romantisme qui caractérisait tant l'architecture de Fred Harvey.
Vers 1914, la société Fred Harvey entreprit une expansion majeure de ses installations du Grand Canyon.  Le Lookout Studio, conçu par Mary Colter, est l’une des premières nouvelles structures.  Construite en pierre naturelle, la structure de bordure de canyon présente une ligne de toit en parapet inégale qui correspond à la forme et à la couleur des falaises environnantes. 

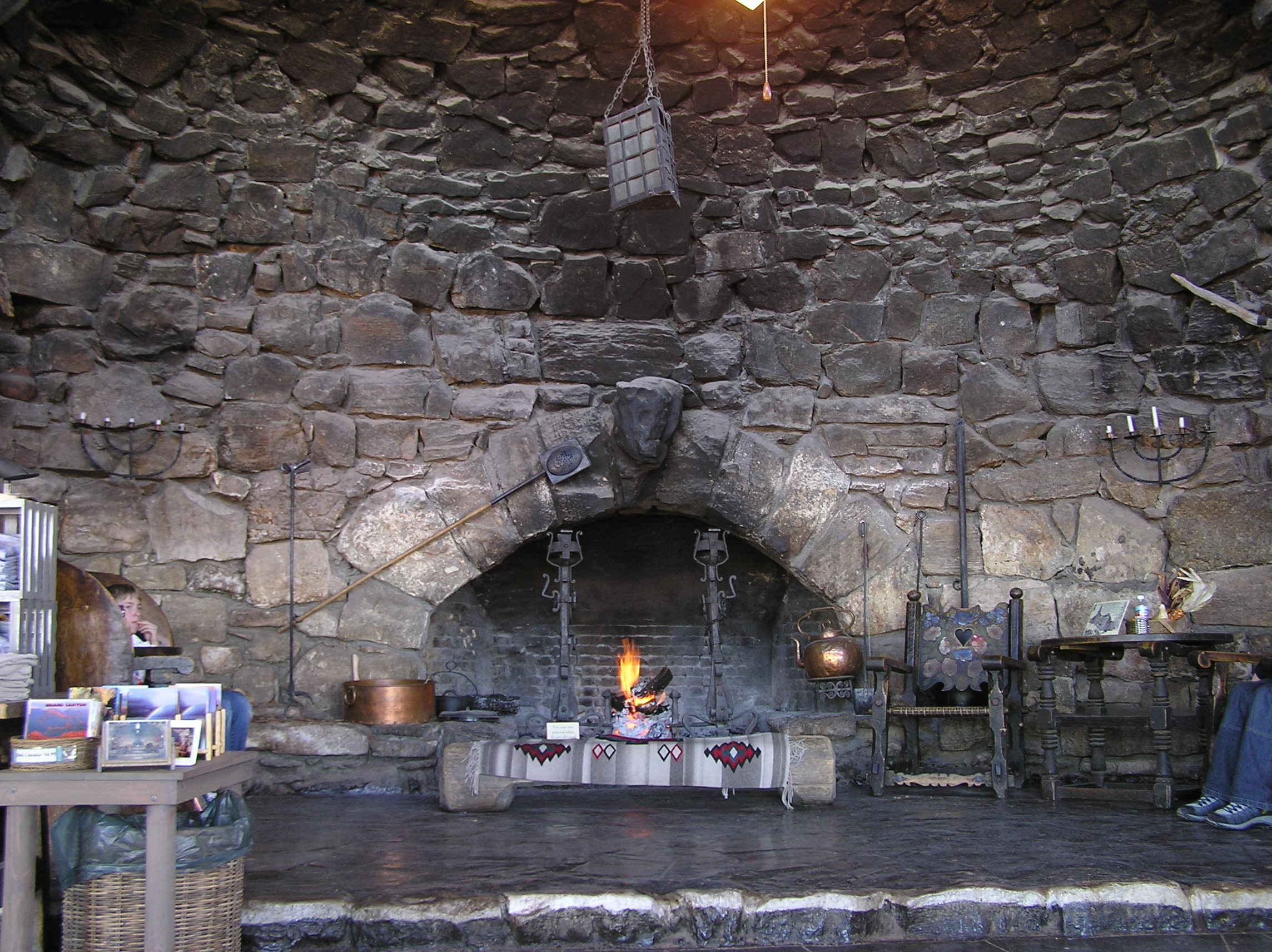
Cheminée dans l'Hermit's Rest

Hermit's Rest , un autre bâtiment fantastique de Colter, a été construit à la tête du Hermit Trail en 1914 pour servir de kiosque à rafraîchissements et de boutique de cadeaux.  Construit avec des pierres indigènes et des rondins massifs, le bâtiment semblait avoir grandi dans son environnement et était soigneusement protégé de la végétation.  Sa caractéristique la plus impressionnante était son énorme cheminée.
Les concessions de la rive nord du Grand Canyon, relativement isolée, ont été construites et exploitées par la Utah Parks Company, une filiale de la Union Pacific Railroad.  Les opérations de concession sont concentrées au Grand Canyon Lodge, construit au bord du canyon en 1927-1928.  Conçu par le célèbre architecte Gilbert Stanley Underwood, ce lodge massif de style rustique a été construit en bois, en rondins de bois et en calcaire naturel.  Au total, 120 cabanes d’hôtes rustiques sont réparties à partir du bâtiment principal.  La structure du pavillon d'origine a brûlé en 1932, mais a été reconstruite en 1936-1937 sur son emplacement d'origine.  La charte de composition rustique de la loge d'origine a été conservée dans le bâtiment de 1937 et, aujourd'hui, le complexe du Grand Canyon Lodge est considéré comme le mieux préservé des hôtels rustiques du parc national de l'époque.

## Glacier National Park
Le parc national des Glaciers a été créé en 1910, immédiatement au nord de la ligne principale de la Great Northern Railway.  Le chemin de fer a immédiatement lancé un vaste programme de développement de concessions dans et à proximité du parc, qui comprenait la construction de deux grands hôtels et de neuf plus petits complexes de "chalets".  Le Glacier Park Hotel (aujourd'hui Glacier Park Lodge), la pierre angulaire du projet, était situé juste à l'extérieur des limites du parc, à la station Glacier Park (East Glacier).  L'hôtel avait une capacité de 400 invités.  L’énorme complexe de cadres en bois comptait quatre étages et 628 pieds ( Unité «  » inconnue du modèle {{Conversion}}.)   long.  Comprenant des salles de musique et d'écriture, un solarium et un hôpital d'urgence, l'hôtel dispose de piliers en rondins non pelés d'un diamètre allant jusqu'à quatre pieds.  Utilisés à la fois à l’extérieur et à l’intérieur, les bûches ont amené la nature à l’intérieur pour le plaisir et le confort des invités.  Comme décrit dans la littérature promotionnelle contemporaine, le vestibule (lobby) "Forest" comprenait un "feu de camp ouvert sur le sol du vestibule, ici des touristes et des chefs Pieds-Noirs et des guides à la peau burinée organisent des soirées autour d'un grand lit de pierres sur lequel crépitent joyeusement des bâtons de pins odorants. "  La structure incluse dans ses 160 acres balise un camp indien Blackfeet.
Le Many Glacier Hotel est un autre développement majeur du chemin de fer, le Many Glacier Hotel, une immense propriété de style chalet suisse sur le bord du lac Swiftcurrent, dans la partie nord-est du parc.  Le troisième hôtel de style rustique du Glacier, maintenant connu sous le nom de Lake McDonald Lodge, a été construit à titre privé en 1913 et ajouté à la concession Great Northern en 1930.
Les camps de chalets disséminés dans tout le parc étaient des structures en rondins ou en pierre, construites "on the Swiss style of architecture". La plupart étaient des complexes de cabanes en rondins, tandis que d’autres, notamment Sperry Chalet et Granite Park Chalet , étaient des bâtiments en pierre.  Chacune des installations isolées avait une immense cheminée en pierre.  Espacés les uns des autres, les chalets étaient situés dans les parties les plus pittoresques du parc.

## Crater Lake

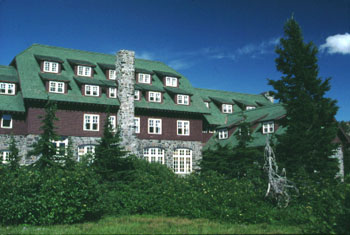
Crater Lake Lodge, dans le parc national de Crater Lake, Oregon

La construction du Crater Lake Lodge, en Oregon, a commencé en 1914, bien que de nombreux ajouts aient été construits plus tard. L’hôtel a été construit directement sur le rebord du cratère à environ 1 000 pieds (304,8 m) au-dessus du lac. Le plan initial était assez symétrique.  L'étage inférieur, construit en pierre, comprenait de belles fenêtres cintrées.  Les étages supérieurs étaient bardés.  Le toit, interrompu par des rangées de lucarnes, avait des pignons coupés aux extrémités.  Bien que l’hôtel ait incorporé des matériaux locaux dans sa conception pour tenter de s’intégrer au site, le complexe est resté relativement important, en raison de son emplacement.
Voir également
- Munson Valley Historic District
- Rim Village Historic District
- Rim Drive Historic District
- Crater Lake Superintendent's Residence
- Sinnott Memorial Building No. 67
- Comfort Station No. 68
- Comfort Station No. 72

## Autres parcs nationaux
Les autres parcs nationaux dotés de structures de ce style comprennent notamment :
- Bryce Canyon Lodge ou Horse Barn dans le Bryce Canyon National Park.
- Civilian Conservation Corps Constructions dans le Bandelier CCC Historic District, Bandelier National Monument, Los Alamos, New Mexico.
- Oregon Caves Chateau situé dans le Oregon Caves Historic District à Oregon Caves National Monument.
- Painted Desert Inn dans le Petrified Forest National Park.
- Shadow Mountain Lookout dans le Rocky Mountain National Park.
- Zion Lodge in Zion National Park.

## Forêts nationales américaines

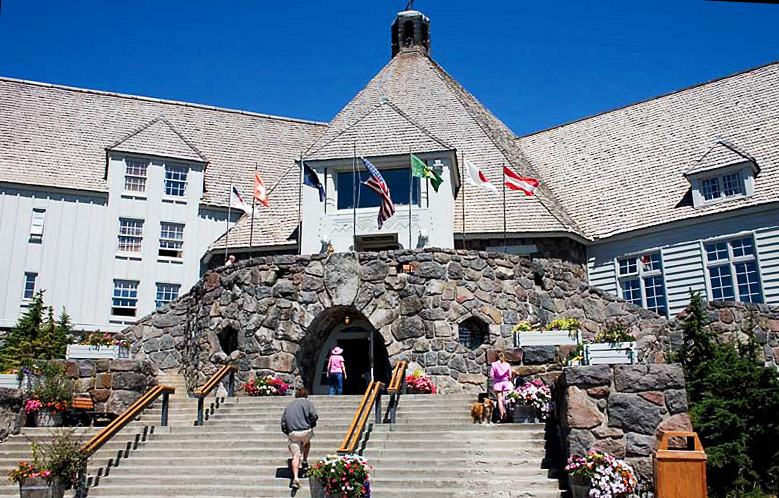
Timberline Lodge dans la forêt nationale du Mont Hood

Le terme a même été appliqué à certaines structures de style similaire situées dans les forêts nationales :
- Timberline Lodge dans la forêt nationale du Mont Hood

## Parcs d'État américains
Le style a été adopté par un certain nombre de parcs d'État aux États-Unis.  Le travail était souvent effectué par le Civilian Conservation Corps.  Quelques exemples sont:
- Chalet de l'Illinois Starved Rock
- Millersylvania State Park près d'Olympia, Washington
- Sylvan Lake Lodge et d'autres bâtiments dans le parc d'État de Custer , dans le Dakota du Sud
- Lodge du parc d'État du Mount Magazine dans l'Arkansas
- Mather Lodge au parc d'État Petit Jean dans l'Arkansas
- Silver Falls Lodge au Silver Falls State Park en Oregon
- Abri CCC au Pokagon State Park dans l'Indiana
- Terrain de camping CCC à Upton State Forest , à Upton , Massachusetts
- Longhorn Cavern State Park dans le comté de Burnet, au Texas
- Trois cabanes construites par le CCC sur le bord du parc national de Canyon de Palo Duro dans le comté de Randall, au Texas
- Dolliver Memorial State Park, près de Fort Dodge, Iowa
- Parc d'état Jay Cooke près de Duluth, Minnesota
- Parc d'État du mont Tamalpais près de Mill Valley , Californie , plus particulièrement des sentiers, un guet d'incendie au sommet de la montagne, et le célèbre théâtre Mountain Theater/Amphithéâtre Sidney B. Cushing Memorial [3].
- La Mount Constitution Lookout Tower, une tour de guet dans le parc d'État Moran.

## Influence au Canada
Au Canada, l'architecture rustique a influencé la conception de plusieurs bâtiments de parcs nationaux, tels que le centre d'information du parc Jasper (1914) et le complexe d'enregistrement de la porte est du parc du Mont-Riding (1933). Ce style a également influencé des hôtels comme le Château Montebello (1930) et de nombreuses résidences privées, notamment des propriétés de vacances et des résidences secondaires construites sur des lacs et dans des forêts (« cottages » dans le sud de l'Ontario, « cabins » dans l'Ouest canadien, etc.)

## Voir également
- Canada's grand railway hotels
- Châteauesque
- Daniel Ray Hull
- Mary Jane Colter
- Herbert Maier
- Robert Reamer
- Gilbert Stanley Underwood
- Thomas C. Vint
- Rustic furniture

### Lectures complémentaires
- Landmarks in the Landscape: Historic Architecture in the National Parks of the West. Harvey Kaiser, 1997. « Great Lodges of the National Parks », Oregon Public Broadcasting, 2006 (consulté le 4 mars 2007)
- « Great Lodges of the National Parks », Oregon Public Broadcasting, 2006 (consulté le 4 mars 2007)
- « Parkitecture in Western National Parks: Early Twentieth Century  Rustic Design and Naturalism », National Park Service, septembre 1999 (consulté le 4 mars 2007)
- Haynes, Wesley.  Adirondack Great Camp Theme Study
- Crater Lake Architecture
- Minnesota State Parks architecture
- Good, Albert. Park and Recreation Structures, Parts I-III (1938) Retrieved 2013-09-19.